# ألبرت وارنر
أبراهام «ألبرت» وارنر (بالإنجليزية: Albert Warner)‏ (اسمه عند الولادة: آرون وانسال، ولد في 23 يوليو عام 1884 وتوفي في 26 نوفمبر عام 1967). كان مديرًا تنفيذيًا سينمائيًا أمريكيًا وأحد مؤسسي شركة وارنر برذرز. أسس استوديو الإنتاج مع أخوته هاري وسام وجاك إل. وارنر. كان يشغل منصب أمين صندوق الاستوديو، حتى باع حصته في عام 1956.

## سنواته المبكرة
ولد أبراهام «وانسال» أو «وانسكولاسر»، ولاحقًا «أبراهام وارنر» في قرية كراسنوسيليك، كونغرس بولندا التابعة للإمبراطورية الروسية (جزء من بولندا اليوم). كان ابنًا لبنجامين «وانسال» أو «وانسكولاسر»، صانع أحذية ولد في كراسنوسيليك، وبيرل ليا إيشلبوم، كلاهما من يهود بولندا. جاء إلى بالتيمور، ميريلاند مع والدته وإخوته في أكتوبر من العام 1889 على متن سفينة هيرمان من بريمن، ألمانيا. سبقهم الوالد، مهاجرًا إلى بالتيمور في عام 1888 بعد تجارته وإصلاحه الأحذية. غير اسم العائلة إلى وارنر، الذي استُخدم بعد ذلك. كما هي الحال في العديد من الأسر اليهودية المهاجرة، اكتسب بعض الأطفال تدريجيًا نسخًا إنجليزية من أسمائهم ذات الطابع اليديشي. تأخر أبراهام وجاكوب بين الأولاد للقيام بذلك، ليصبحا «ألبرت» و«جاك» بعد بلوغهما سن الرشد. إلا أن لقبه كان «آبي».
في بالتيمور، لم تكن الأموال التي كان يحصل عليها بنيامين وارنر في مجال إصلاح الأحذية كافية لإطعام أسرته المتنامية. أنجب وزوجته بيرل ابنة أخرى، فاني، بعد وقت قصير من وصولهما. نقل بنيامين العائلة إلى كندا، عاملًا بنصيحة صديق أنه يستطيع أن يحصل على أجر جيد عبر مقايضة العلب القصديرية مع الصيادين مقابل الفرو. ولد الولدان جاكوب وديفيد في مدينة لندن بمقاطعة أونتاريو. بعد سنتين شاقتين في كندا، عاد بنجامين وبيرل وارنر إلى بالتيمور، جالبين معهم أسرتهم المتنامية. جاء طفلان جديدان للأسرة، سادي وميلتون. في عام 1896، انتقلت العائلة إلى يونغزتاون، أوهايو، متّبعين قيادة هاري وارنر، الذي أسس محل لتصليح الأحذية في قلب المدينة الصناعية الناشئة. عمل بنيامين مع ابنه هاري في ورشة لتصليح الأحذية حتى حصل على قرض لفتح منضدة لحوم ومتجر بقالة في وسط المدينة.
في أواخر التسعينات، انبهر ألبرت بجنون الدراجات الذي اجتاح أنحاء الولايات المتحدة. فتح هو وأخوه الأكبر متجرًا للدراجات في يونغزتاون سويًا. حاول الاثنان فتح صالة بولينج معًا أيضًا، لكنهما فشلا في ذلك.
بقي ألبرت وارنر في المدرسة لفترة أطول من أي إخوته الثلاثة. في عام 1900، التحق وارنر بمدرسة راين الثانوية في يونغزتاون، حيث كان اللاعب خلف الوسط لفريق كرة القدم في المدرسة. في نهاية المطاف، ترك وارنر المدرسة، وحصل على وظيفة في شيكاغو كبائع لشركة الصابون سويفت وشركاه. سرعان اتبعت حياة وارنر اتجاهًا جديدًا بعد أن تمكن الأخ سام من شراء كينتوسكوب (منظار حركي) عام 1903.

## مسيرته السينمائية
عندما كان شابًا، بدأ ألبيرت وارنر إلى جانب أخيه سام بالعمل مع مسرح نيكلوديون، وبدأا عرض نسخ من الفيلم القصير «ذا غريت ترين روبيري (سرقة القطار الكبرى)» من جهاز الكينتوسكوب خلال كرنفالات في أوهايو وبنسلفانيا عام 1903؛ كان سام يدير جهاز العرض وألبرت يبيع التذاكر. في عام 1905، وافق هاري على الانضمام إلى عمل شقيقيه وباع محل الدراجات خاصته. خلال تلك الفترة، اشترى الاخوة الثلاثة مبنىً في نيوكاسل، بنسلفانيا؛ بمبناهم الجديد، أنشأ الاخوة أول مسرح لهم، «ذا كاسكيد موفي بالاس». حصد المسرح نجاحًا كبيرًا لدرجة أن لدرجة أن الإخوة تمكنوا من شراء مسرح آخر في نيوكاسل أيضًا. هذا المسرح المؤقت، الذي دُعي باسم «بيجو»، جُهز بكراسٍ استعيرت من حانوتي محلي. في سنة 1970، اقتنى الإخوة 15 مسرحًا إضافيًا في ولاية بنسلفانيا، وأطلقوا على مشروعهم التجاري الجديد اسم «ذا دسكنس أميوزمنت سبلاي كومباني «شركة دسكنس للتسلية»). استأجر الأخوة الثلاثة مكتبًا في مبنى بيكويل في وسط بيتسبرغ بقرض من ماكس فلايشر. أرسل هاري سام إلى نيويورك لشراء وشحن الأفلام لشركة بيتسبرغ لتبادل الأفلام، بينما بقي هو ألبرت في بيتسبرغ لإدارة العمل.

## روابط خارجية
- ألبرت وارنر على موقع IMDb (الإنجليزية)
- ألبرت وارنر على موقع الموسوعة البريطانية (الإنجليزية)
- ألبرت وارنر على موقع كينوبويسك (الروسية)